# Danh sách Thống đốc Pennsylvania
Thống đốc Thịnh vượng chung Pennsylvania (tiếng Anh: The Governor of the Commonwealth of Pennsylvania) là người đứng đầu chính phủ và kiêm nhiệm cương vị tổng tư lệnh các lực lượng quân sự của Thịnh vượng chung Pennsylvania, một tiểu bang Hoa Kỳ. Là người đứng đầu nhánh hành pháp, thống đốc có nhiệm vụ thực thi hệ thống pháp luật của tiểu bang, có quyền thông qua hoặc phủ quyết các dự luật do Cơ quan lập pháp Pennsylvania thông qua, cũng như triệu tập cơ quan lập pháp. Thống đốc có thể ân xá, nhưng chỉ khi được Hội đồng Ân xá đề nghị, và trừ những trường hợp đối tượng ân xá thuộc nhóm luận tội.
Tính đến năm 2021, lịch sử tiểu bang đã có bảy vị Chủ tịch và 47 Thống đốc Pennsylvania, với hai thống đốc (Robert E. Pattison và Gifford Pinchot) giữ chức vụ trong các nhiệm kỳ không liên tiếp, tổng cộng là 55 nhiệm kỳ ở cả hai cơ chế. Nhiệm kỳ dài nhất là của thống đốc đầu tiên, Thomas Mifflin, người đã giữ chức vụ trong ba nhiệm kỳ thống đốc cùng với hai năm là Chủ tịch Quốc hội Lục địa. Nhiệm kỳ ngắn nhất thuộc về John Bell, người chỉ giữ chức thống đốc 19 ngày sau khi người tiền nhiệm Edward Martin từ chức. Thống đốc hiện tại là Josh Shapiro, nhiệm kỳ bắt đầu vào ngày 17 tháng 1 năm 2023.

## Các thống đốc
Pennsylvania là một trong mười ba thuộc địa ban đầu của Đế quốc Anh tại Bắc Mỹ, và được công nhận là một tiểu bang của Hoa Kỳ vào ngày 12 tháng 12 năm 1787. Trước khi tuyên bố độc lập, Pennsylvania là thuộc địa của Vương quốc Anh; với các thống đốc thuộc địa cho thời kỳ tiền tiểu bang.

### Chủ tịch Hội đồng Hành pháp Tối cao
Hiến pháp Pennsylvania đầu tiên vào năm 1776 đã thành lập Hội đồng Hành pháp Tối cao (Supreme Executive Council) là cơ quan hành pháp của tiểu bang, với người đứng đầu là Chủ tịch Thịnh vượng chung Pennsylvania. Chủ tịch được chọn bởi hội đồng hàng năm, mặc dù không có thời gian nhiệm kỳ cụ thể. Hiến pháp ban đầu của tiểu bang năm 1776 tạo thêm vị trí phó chủ tịch (vice-president), nhưng không có điều khoản nào quy định về việc phó chủ tịch kế nhiệm chủ tịch nếu văn phòng chủ tịch bị bỏ trống, tức chức vụ chủ tịch bị khuyết, và điều này đã xảy ra bốn lần sau đó. Các nguồn tin đương thời tiếp tục gán chức danh phó chủ tịch tiểu bang cho những chính trị gia điều hành trong những thời điểm nhất định trong thời kỳ này, tuy nhiên không có bất kỳ khái niệm nào về việc kế nhiệm chủ tịch. Quyền Chủ tịch George Bryan là chủ tịch tạm quyền của tiểu bang sau đó đã được công nhận là chủ tịch chính thức do ông giữ này trong hơn sáu tháng.
| # | Chân dung        | Chủ tịch           | Nhậm chức         | Kết thúc          | Phó Chủ tịch       |
| - | ---------------- | ------------------ | ----------------- | ----------------- | ------------------ |
| 1 |                  | Thomas Wharton Jr. | 5 tháng 3, 1777   | 23 tháng 5, 1778  | George Bryan       |
| 2 |                  | George Bryan       | 23 tháng 5, 1778  | 1 tháng 12, 1778  | Tạm quyền chủ tịch |
| 3 |                  | Joseph Reed        | 1 tháng 12, 1778  | 15 tháng 11, 1781 | George Bryan       |
| 3 | Matthew Smith    | Joseph Reed        | 1 tháng 12, 1778  | 15 tháng 11, 1781 |                    |
| 3 | William Moore    | Joseph Reed        | 1 tháng 12, 1778  | 15 tháng 11, 1781 |                    |
| 4 |                  | William Moore      | 15 tháng 11, 1781 | 7 tháng 11, 1782  | James Potter       |
| 5 |                  | John Dickinson     | 7 tháng 11, 1782  | 18 tháng 10, 1785 | James Ewing        |
| 5 | James Irvine     | John Dickinson     | 7 tháng 11, 1782  | 18 tháng 10, 1785 |                    |
| 5 | Charles Biddle   | John Dickinson     | 7 tháng 11, 1782  | 18 tháng 10, 1785 |                    |
| 6 |                  | Benjamin Franklin  | 18 tháng 10, 1785 | 5 tháng 11, 1788  | Charles Biddle     |
| 6 | Peter Muhlenberg | Benjamin Franklin  | 18 tháng 10, 1785 | 5 tháng 11, 1788  |                    |
| 6 | David Redick     | Benjamin Franklin  | 18 tháng 10, 1785 | 5 tháng 11, 1788  |                    |
| 7 |                  | Thomas Mifflin     | 5 tháng 11, 1788  | 21 tháng 12, 1790 | George Ross        |

### Các Thống đốc Pennsylvania

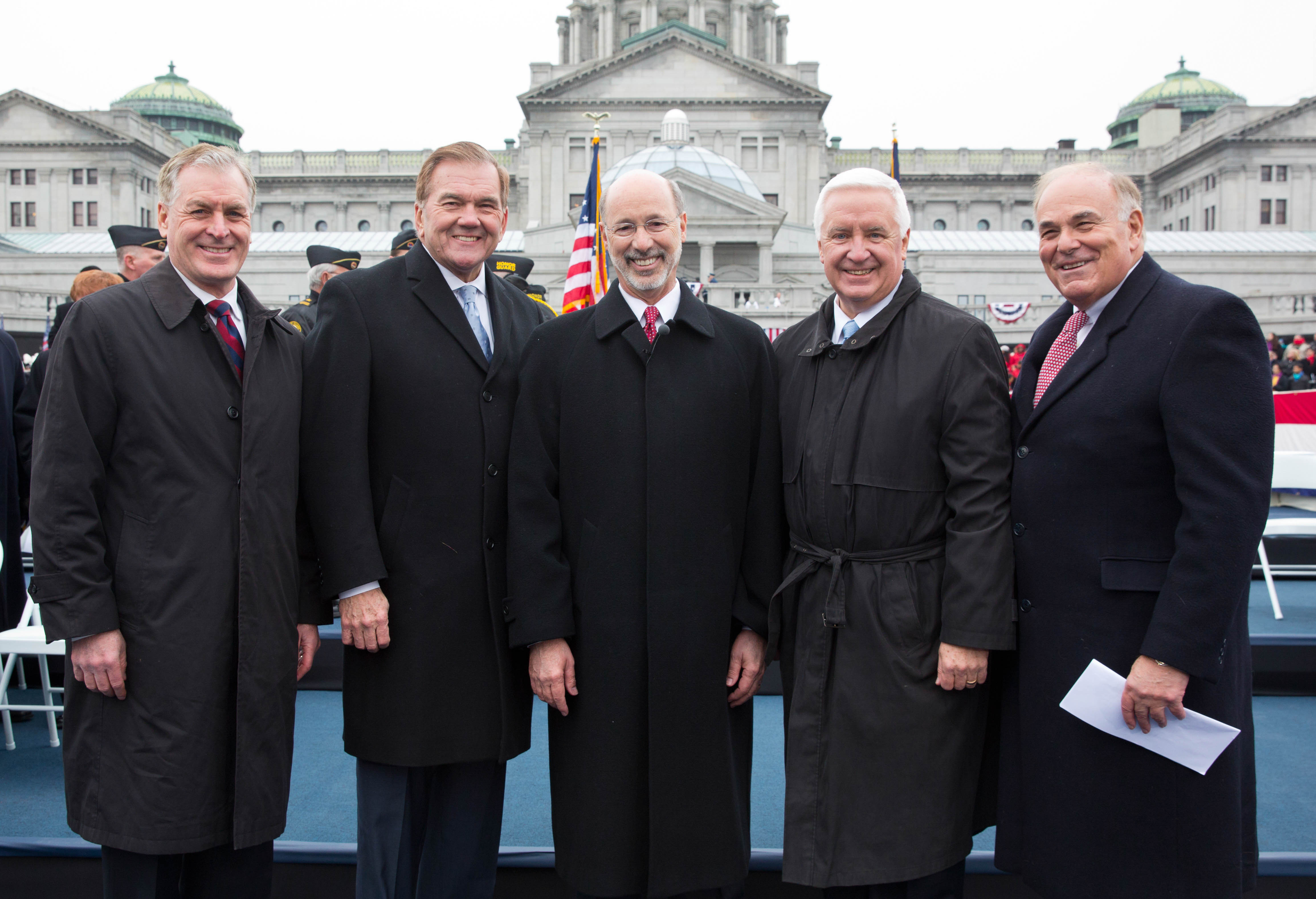
Năm Thống đốc Pennsylvania đã đảm nhiệm từ năm 1995, từ trái sang phải: Mark Schweiker, Tom Ridge, Tom Wolf, Tom Corbett và Ed Rendell, ảnh chụp trước cổng phía Nam của Điện Capitol Pennsylvania bên sông Susquehanna, Harrisburg tại lễ nhậm chức thống đốc, tháng 1 năm 2015 của Tom Wolf.

Hiến pháp Pennsylvania năm 1790 đã bãi bỏ Hội đồng Hành pháp Tối cao và thay thế chức danh chủ tịch bằng chức danh thống đốc, và thiết lập nhiệm kỳ ba năm cho thống đốc, bắt đầu từ ngày thứ Ba thứ ba của tháng 12 sau cuộc bầu cử, hạn chế thời hạn nhiệm kỳ rằng các thống đốc không được phép đảm nhiệm hơn chín năm trong bất kỳ mười hai năm nào. Hiến pháp năm 1838 chuyển thời điểm bắt đầu nhiệm kỳ sang ngày thứ Ba thứ ba của tháng Giêng sau cuộc bầu cử và cho phép các thống đốc chỉ phục vụ sáu năm trong số chín năm bất kỳ. Hiến pháp năm 1874 đã kéo dài thời hạn mỗi nhiệm kỳ thành bốn năm, và cấm các thống đốc tự kế vị chính họ. Hiến pháp hiện tại năm 1968 đã thay đổi điều này để cho phép các thống đốc phục vụ hai nhiệm kỳ liên tiếp, không giới hạn thời gian tại vị. Theo hiến pháp trước đó năm 1968, Milton Shapp là thống đốc đầu tiên phục vụ hai nhiệm kỳ, và Tom Corbett là thống đốc đương nhiệm đầu tiên thất bại trong tái cử.
Nếu chức vụ thống đốc bị bỏ trống do qua đời, từ chức hoặc bị kết án sau khi luận tội, phó thống đốc (lieutenant governor) sẽ thay thế và trở thành thống đốc trong thời gian còn lại của nhiệm kỳ; nếu vị trí thống đốc chỉ tạm thời bị bỏ trống do thống đốc gặp phải vấn đề nhất định hoặc tạm vắng, phó thống đốc chỉ tạm thời thực hiện các nhiệm vụ của thống đốc, không thay thế chức danh. Nếu cả hai vị trí bị bỏ trống, chủ tịch tạm quyền của thượng viện tiểu bang (president pro tempore) sẽ trở thành thống đốc. Vị trí của một phó thống đốc được xây dựng trong hiến pháp năm 1874; trước đó, người phát ngôn của thượng viện (the speaker of the senate) sẽ đóng vai trò là thống đốc trong các trường hợp vị trí bị trống. Vốn dĩ nguyên bản, phó thống đốc chỉ có thể làm thống đốc tạm quyền; phải đến Hiến pháp Pennsylvania 1968 quy định thì phó thống đốc mới thực sự có thể trở thành thống đốc chính thức. Vị trí thống đốc đã từng bị bỏ trống trong một thời gian dài trong quá khứ, khoảng cách 17 ngày vào năm 1848 giữa việc từ chức của thống đốc trước đó và tuyên thệ nhậm chức của người kế nhiệm. Các thống đốc và phó thống đốc được bầu theo cùng một phiếu của đảng phái chính trị, tức cùng đảng phái.
Nhóm đảng phái
  Anti-Masonic (1)
  Đảng Dân chủ (12)
  Đảng Dân chủ Cộng hòa (6)
  Không (1)
  Đảng Cộng hòa (26)
  Whig (2)
| #  | Thống đốc                          | Thống đốc | Thống đốc               | Nhậm chức         | Kết thúc          | Đảng             | Phó Thống đốc | Phó Thống đốc          | Kỳ    |
| -- | ---------------------------------- | --------- | ----------------------- | ----------------- | ----------------- | ---------------- | ------------- | ---------------------- | ----- |
| 1  |                                    |           | Thomas Mifflin          | 21 tháng 12, 1790 | 17 tháng 12, 1799 | Không            | Không         | Không                  | 3     |
| 2  |                                    |           | Thomas McKean           | 17 tháng 12, 1799 | 20 tháng 12, 1808 | Dân chủ Cộng hòa | Không         | Không                  | 3     |
| 3  |                                    |           | Simon Snyder            | 20 tháng 12, 1808 | 16 tháng 12, 1817 | Dân chủ Cộng hòa | Không         | Không                  | 3     |
| 4  |                                    |           | William Findlay         | 16 tháng 12, 1817 | 19 tháng 12, 1820 | Dân chủ Cộng hòa | Không         | Không                  | 1     |
| 5  |                                    |           | Joseph Hiester          | 19 tháng 12, 1820 | 16 tháng 12, 1823 | Dân chủ Cộng hòa | Không         | Không                  | 1     |
| 6  |                                    |           | John Andrew Shulze      | 16 tháng 12, 1823 | 15 tháng 12, 1829 | Dân chủ Cộng hòa | Không         | Không                  | 2     |
| 7  |                                    |           | George Wolf             | 15 tháng 12, 1829 | 15 tháng 12, 1835 | Dân chủ          | Không         | Không                  | 2     |
| 8  |                                    |           | Joseph Ritner           | 15 tháng 12, 1835 | 15 tháng 1, 1839  | Anti-Masonic     | Không         | Không                  | 1     |
| 9  |                                    |           | David R. Porter         | 15 tháng 1, 1839  | 21 tháng 1, 1845  | Dân chủ          | Không         | Không                  | 2     |
| 10 |                                    |           | Francis R. Shunk        | 21 tháng 1, 1845  | 9 tháng 7, 1848   | Dân chủ          | Không         | Không                  | 1+1⁄2 |
| —  |                                    |           | Tạm trống               | 9 tháng 7, 1848   | 26 tháng 7, 1848  | —                | Không         | Không                  | —     |
| 11 |                                    |           | William F. Johnston     | 26 tháng 7, 1848  | 20 tháng 1, 1852  | Whig             | Không         | Không                  | 1+1⁄2 |
| 12 |                                    |           | William Bigler          | 20 tháng 1, 1852  | 16 tháng 1, 1855  | Dân chủ          | Không         | Không                  | 1     |
| 13 |                                    |           | James Pollock           | 16 tháng 1, 1855  | 19 tháng 1, 1858  | Whig             | Không         | Không                  | 1     |
| 14 |                                    |           | William F. Packer       | 19 tháng 1, 1858  | 15 tháng 1, 1861  | Dân chủ          | Không         | Không                  | 1     |
| 15 |                                    |           | Andrew Gregg Curtin     | 15 tháng 1, 1861  | 15 tháng 1, 1867  | Cộng hòa         | Không         | Không                  | 2     |
| 16 |                                    |           | John W. Geary           | 15 tháng 1, 1867  | 21 tháng 1, 1873  | Cộng hòa         | Không         | Không                  | 2     |
| 17 |                                    |           | John F. Hartranft       | 21 tháng 1, 1873  | 21 tháng 1, 1879  | Cộng hòa         |               | Không                  | 2     |
| 17 | John Latta                         |           | John F. Hartranft       | 21 tháng 1, 1873  | 21 tháng 1, 1879  | Cộng hòa         |               |                        | 2     |
| 18 |                                    |           | Henry M. Hoyt           | 21 tháng 1, 1879  | 16 tháng 1, 1883  | Cộng hòa         |               | Charles Warren Stone   | 1     |
| 19 |                                    |           | Robert E. Pattison      | 16 tháng 1, 1883  | 18 tháng 1, 1887  | Dân chủ          |               | Chauncey Forward Black | 1     |
| 20 |                                    |           | James A. Beaver         | 18 tháng 1, 1887  | 20 tháng 1, 1891  | Cộng hòa         |               | William T. Davies      | 1     |
| 19 |                                    |           | Robert E. Pattison      | 20 tháng 1, 1891  | 15 tháng 1, 1895  | Dân chủ          |               | Louis Arthur Watres    | 1     |
| 21 |                                    |           | Daniel H. Hastings      | 15 tháng 1, 1895  | 17 tháng 1, 1899  | Cộng hòa         |               | Walter Lyon            | 1     |
| 22 |                                    |           | William A. Stone        | 17 tháng 1, 1899  | 20 tháng 1, 1903  | Cộng hòa         |               | John P. S. Gobin       | 1     |
| 23 |                                    |           | Samuel W. Pennypacker   | 20 tháng 1, 1903  | 15 tháng 1, 1907  | Cộng hòa         |               | William M. Brown       | 1     |
| 24 |                                    |           | Edwin Sydney Stuart     | 15 tháng 1, 1907  | 17 tháng 1, 1911  | Cộng hòa         |               | Robert S. Murphy       | 1     |
| 25 |                                    |           | John K. Tener           | 17 tháng 1, 1911  | 19 tháng 1, 1915  | Cộng hòa         |               | John Merriman Reynolds | 1     |
| 26 |                                    |           | Martin Grove Brumbaugh  | 19 tháng 1, 1915  | 21 tháng 1, 1919  | Cộng hòa         |               | Frank B. McClain       | 1     |
| 27 |                                    |           | William Cameron Sproul  | 21 tháng 1, 1919  | 16 tháng 1, 1923  | Cộng hòa         |               | Edward E. Beidleman    | 1     |
| 28 |                                    |           | Gifford Pinchot         | 16 tháng 1, 1923  | 18 tháng 1, 1927  | Cộng hòa         |               | David J. Davis         | 1     |
| 29 |                                    |           | John Stuchell Fisher    | 18 tháng 1, 1927  | 20 tháng 1, 1931  | Cộng hòa         |               | Arthur James           | 1     |
| 28 |                                    |           | Gifford Pinchot         | 20 tháng 1, 1931  | 15 tháng 1, 1935  | Cộng hòa         |               | Edward C. Shannon      | 1     |
| 30 |                                    |           | George Howard Earle III | 15 tháng 1, 1935  | 17 tháng 1, 1939  | Dân chủ          |               | Thomas Kennedy         | 1     |
| 31 |                                    |           | Arthur James            | 17 tháng 1, 1939  | 19 tháng 1, 1943  | Cộng hòa         |               | Samuel S. Lewis        | 1     |
| 32 |                                    |           | Edward Martin           | 19 tháng 1, 1943  | 2 tháng 1, 1947   | Cộng hòa         |               | John C. Bell, Jr.      | 1⁄2   |
| 33 |                                    |           | John C. Bell Jr.        | 2 tháng 1, 1947   | 21 tháng 1, 1947  | Cộng hòa         |               | Trống                  | 1⁄2   |
| 34 |                                    |           | James H. Duff           | 21 tháng 1, 1947  | 16 tháng 1, 1951  | Cộng hòa         |               | Daniel B. Strickler    | 1     |
| 35 |                                    |           | John S. Fine            | 16 tháng 1, 1951  | 18 tháng 1, 1955  | Cộng hòa         |               | Lloyd H. Wood          | 1     |
| 36 |                                    |           | George M. Leader        | 18 tháng 1, 1955  | 20 tháng 1, 1959  | Dân chủ          |               | Roy E. Furman          | 1     |
| 37 |                                    |           | David L. Lawrence       | 20 tháng 1, 1959  | 15 tháng 1, 1963  | Dân chủ          |               | John Morgan Davis      | 1     |
| 38 |                                    |           | William Scranton        | 15 tháng 1, 1963  | 17 tháng 1, 1967  | Cộng hòa         |               | Raymond P. Shafer      | 1     |
| 39 |                                    |           | Ray Shafer              | 17 tháng 1, 1967  | 19 tháng 1, 1971  | Cộng hòa         |               | Raymond J. Broderick   | 1     |
| 40 |                                    |           | Milton Shapp            | 19 tháng 1, 1971  | 16 tháng 1, 1979  | Dân chủ          |               | Ernest P. Kline        | 2     |
| 41 |                                    |           | Dick Thornburgh         | 16 tháng 1, 1979  | 20 tháng 1, 1987  | Cộng hòa         |               | William Scranton, III  | 2     |
| 42 | Tập tin:Bob Casey Sr (cropped).jpg |           | Bob Casey Sr.           | 20 tháng 1, 1987  | 17 tháng 1, 1995  | Dân chủ          |               | Mark Singel            | 2     |
| 43 |                                    |           | Tom Ridge               | 17 tháng 1, 1995  | 5 tháng 1, 2001   | Cộng hòa         |               | Mark Schweiker         | 1+1⁄2 |
| 44 |                                    |           | Mark Schweiker          | 5 tháng 1, 2001   | 21 tháng 1, 2003  | Cộng hòa         |               | Robert Jubelirer       | 1⁄2   |
| 45 |                                    |           | Ed Rendell              | 21 tháng 1, 2003  | 18 tháng 1, 2011  | Dân chủ          |               | Catherine Baker Knoll  | 2     |
| 45 | Joe Scarnati                       |           | Ed Rendell              | 21 tháng 1, 2003  | 18 tháng 1, 2011  | Dân chủ          |               |                        | 2     |
| 46 |                                    |           | Tom Corbett             | 18 tháng 1, 2011  | 20 tháng 1, 2015  | Cộng hòa         |               | Jim Cawley             | 1     |
| 47 |                                    |           | Tom Wolf                | 20 tháng 1, 2015  | 17 tháng 1, 2023  | Dân chủ          |               | Mike Stack             | 3     |
| 47 | John Fetterman                     |           | Tom Wolf                | 20 tháng 1, 2015  | 17 tháng 1, 2023  | Dân chủ          |               |                        | 3     |
| 47 | Kim Ward (Diễn xuất)               |           | Tom Wolf                | 20 tháng 1, 2015  | 17 tháng 1, 2023  | Dân chủ          |               |                        | 3     |
| 48 |                                    |           | Josh Shapiro            | 17 tháng 1, 2023  | Đương nhiệm       | Dân chủ          |               | Austin Davis           | 1     |

## Các chức vụ cấp cao khác
Trong lịch sử Pennsylvania, một số người đứng đầu chính phủ tiểu bang từng đảm nhiệm các chức vụ khác của liên bang, chức vụ cấp cao của Quốc hội Hoa Kỳ, Chính quyền liên bang Hoa Kỳ. Tất cả các hạ nghị sĩ và thượng nghị sĩ được đề cập đều đại diện cho Pennsylvania ngoại trừ lưu ý đặc biệt khác.
† Ghi chú những chức vụ mà chính trị gia từ chức để tranh cử, nhậm chức Thống đốc Pennsylvania. Ký hiệu: H, Hạ nghị sĩ; và S, Thượng nghị sĩ.
| Thống đốc               | Nhiệm kỳ  | Quốc hội | Quốc hội    | Vị trí khác | Nguồn  |
| Thống đốc               | Nhiệm kỳ  | Hạ viện  | Thượng viện | Vị trí khác | Nguồn  |
| ----------------------- | --------- | -------- | ----------- | --- | ------ |
| Joseph Reed             | 1778–1781 |          |             | Đại biểu cho Quốc hội Lục địa; được bầu vào Hạ viện Hoa Kỳ nhưng đã từ chối ghế của mình. | [ 18 ] |
| John Dickinson          | 1782–1785 |          |             | Chủ tịch Delaware, Nghị sĩ Quốc hội Lục địa từ Delaware, Nghị sĩ Quốc hội Lục địa từ Pennsylvania. | [ 19 ] |
| Benjamin Franklin       | 1785–1788 |          |             | Đại sứ Hoa Kỳ tại Pháp, Đại sứ Hoa Kỳ tại Thụy Điển. | [ 20 ] |
| Thomas Mifflin          | 1790–1799 |          |             | Chủ tịch Quốc hội Lục địa. | [ 21 ] |
| Thomas McKean           | 1799–1808 |          |             | Chủ tịch Delaware, Chủ tịch Quốc hội Lục địa. | [ 22 ] |
| Simon Snyder            | 1808–1817 |          |             | Một số hồ sơ ghi chép rằng ông đã được bầu vào Thượng viện Hoa Kỳ, nhưng một số đề cập tới Thượng viện tiểu bang. Thư mục của Quốc hội Hoa Kỳ không có hồ sơ nào về nhiệm kỳ Thượng viện Hoa Kỳ của ông. | [ 23 ] |
| William Findlay         | 1817–1820 |          | S           | | [ 24 ] |
| Joseph Hiester          | 1820–1823 | H†       |             | | [ 25 ] |
| George Wolf             | 1829–1835 | H†       |             | | [ 26 ] |
| William Bigler          | 1852–1855 |          | S           | | [ 27 ] |
| James Pollock           | 1855–1858 | H        |             | | [ 28 ] |
| Andrew Gregg Curtin     | 1861–1867 | H        |             | Đại sứ Hoa Kỳ tại Nga. | [ 29 ] |
| John W. Geary           | 1867–1876 |          |             | Thống đốc Lãnh thổ Kansas. | [ 30 ] |
| William A. Stone        | 1899–1903 | H†       |             | | [ 31 ] |
| John K. Tener           | 1911–1915 | H†       |             | | [ 32 ] |
| George Howard Earle III | 1935–1939 |          |             | Đại sứ Hoa Kỳ tại Nga.† | [ 33 ] |
| Edward Martin           | 1943–1947 |          | S           | | [ 34 ] |
| James H. Duff           | 1947–1951 |          | S           | | [ 35 ] |
| William Scranton        | 1963–1967 | H        |             | Đại sứ Hoa Kỳ tại Liên Hợp Quốc. | [ 36 ] |
| Dick Thornburgh         | 1979–1987 |          |             | Bộ trưởng Tư pháp Hoa Kỳ. | [ 37 ] |
| Tom Ridge               | 1995–2001 | H        |             | Bộ trưởng An ninh Nội địa Hoa Kỳ. | [ 38 ] |

## Các cựu thống đốc còn sống
Tính đến tháng 11 năm 2021, có bốn cựu Thống đốc Pennsylvania hiện còn sống, thống đốc lớn tuổi nhất của Pennsylvania là Ed Rendell (nhiệm kỳ 2003–2011, sinh năm 1944). Cựu thống đốc qua đời gần nhất là Richard Thornburgh (nhiệm kỳ 1979–1987, sinh năm 1932), mất ngày 31 tháng 12 năm 2020.
| Thống đốc      | Nhiệm kỳ  | Ngày sinh (tuổi) |
| -------------- | --------- | ---------------- |
| Tom Ridge      | 1995–2001 | 26 tháng 8, 1945 |
| Mark Schweiker | 2001–2003 | 31 tháng 1, 1953 |
| Ed Rendell     | 2003–2011 | 5 tháng 1, 1944  |
| Tom Corbett    | 2011–2015 | 17 tháng 6, 1949 |

### Hiến pháp
- "Hiến pháp Thịnh vượng chung Pennsylvania đương đại". Commonwealth of Pennsylvania. 1968. Truy cập 19 tháng 11, 2021.
- "Hiến pháp Thịnh vượng chung Pennsylvania năm 1874" (PDF). Constitution Party of Pennsylvania. Bản gốc (PDF) lưu trữ ngày 15 tháng 4 năm 2010. Truy cập 19 tháng 11, 2021.
- "Hiến pháp Thịnh vượng chung Pennsylvania năm 1838" (PDF). Constitution Party of Pennsylvania. Bản gốc (PDF) lưu trữ ngày 15 tháng 4 năm 2010. Truy cập 19 tháng 11, 2021.
- "Hiến pháp Thịnh vượng chung Pennsylvania năm 1790" (PDF). Constitution Party of Pennsylvania. Bản gốc (PDF) lưu trữ ngày 15 tháng 4 năm 2010. Truy cập 19 tháng 11, 2021.
- "Hiến pháp Thịnh vượng chung Pennsylvania năm 1776" (PDF). Constitution Party of Pennsylvania. Bản gốc (PDF) lưu trữ ngày 15 tháng 4 năm 2010. Truy cập 19 tháng 11, 2021.